# Hippopsicon
Hippopsicon is een kevergeslacht uit de familie van de boktorren (Cerambycidae). De wetenschappelijke naam van het geslacht werd voor het eerst geldig gepubliceerd in 1858 door Thomson.

## Soorten
Hippopsicon omvat de volgende soorten:
- Hippopsicon albopleurum Breuning, 1949
- Hippopsicon attenuatum Breuning, 1940
- Hippopsicon bambesae Breuning, 1952
- Hippopsicon clarkei Breuning, 1976
- Hippopsicon confluens Breuning, 1942
- Hippopsicon cordicolle Breuning, 1942
- Hippopsicon cribricolle Quedenfeldt, 1888
- Hippopsicon densepunctatum Breuning, 1940
- Hippopsicon densepuncticolle Breuning, 1981
- Hippopsicon griseopictum Breuning, 1940
- Hippopsicon griseovittatum Breuning, 1964
- Hippopsicon ivorense Breuning, 1968
- Hippopsicon lacteolum Thomson, 1858
- Hippopsicon luteolum Quedenfeldt, 1882
- Hippopsicon macrophthalmum Breuning, 1978
- Hippopsicon montanum Quentin & Villiers, 1981
- Hippopsicon ochreomaculatum Breuning, 1940
- Hippopsicon pleuricum Jordan, 1903
- Hippopsicon postochreomaculatum Breuning, 1968
- Hippopsicon puncticolle Aurivillius, 1907
- Hippopsicon rotundipenne Breuning, 1940
- Hippopsicon rugicolle Breuning, 1940
- Hippopsicon rugosicolle Breuning, 1952
- Hippopsicon rusticum Gerstaecker, 1871
- Hippopsicon simile Breuning, 1956
- Hippopsicon victoriae Breuning, 1952